# 瑟波察鄉
45°15′N 26°45′E / 45.250°N 26.750°E
瑟波察鄉（羅馬尼亞語：Comuna Săpoca, Buzău），是羅馬尼亞的鄉份，位於該國東南部，由布澤烏縣負責管轄，面積26平方公里，海拔高度134米，2009年人口3,219，人口密度每平方公里125人。